# 鄭秉厚
鄭秉厚（1539年—1587年），字子載，號蒼濂，浙江處州府遂昌縣人，民籍，明朝政治人物。

## 生平
嘉靖四十年（1561年）辛酉科浙江鄉試第二名舉人。隆慶五年（1571年）中式辛未科會試第四百名，三甲第一百七十二名進士。刑部觀政，授南丰知县，萬曆五年（1577年）七月选授吏科給事中，六年正月升户科右，升吏科左，七年八月升福建右参议，九年九月升贵州副使，十三年五月升江西参政，管粮储道，十五年督运过徐州，卒于淮安。

## 家族
曾祖鄭尚積；祖父鄭繼時；父鄭廷康，母葉氏；繼母姜氏。永感下。兄秉重。弟秉尊。